# Biztonsági közösség

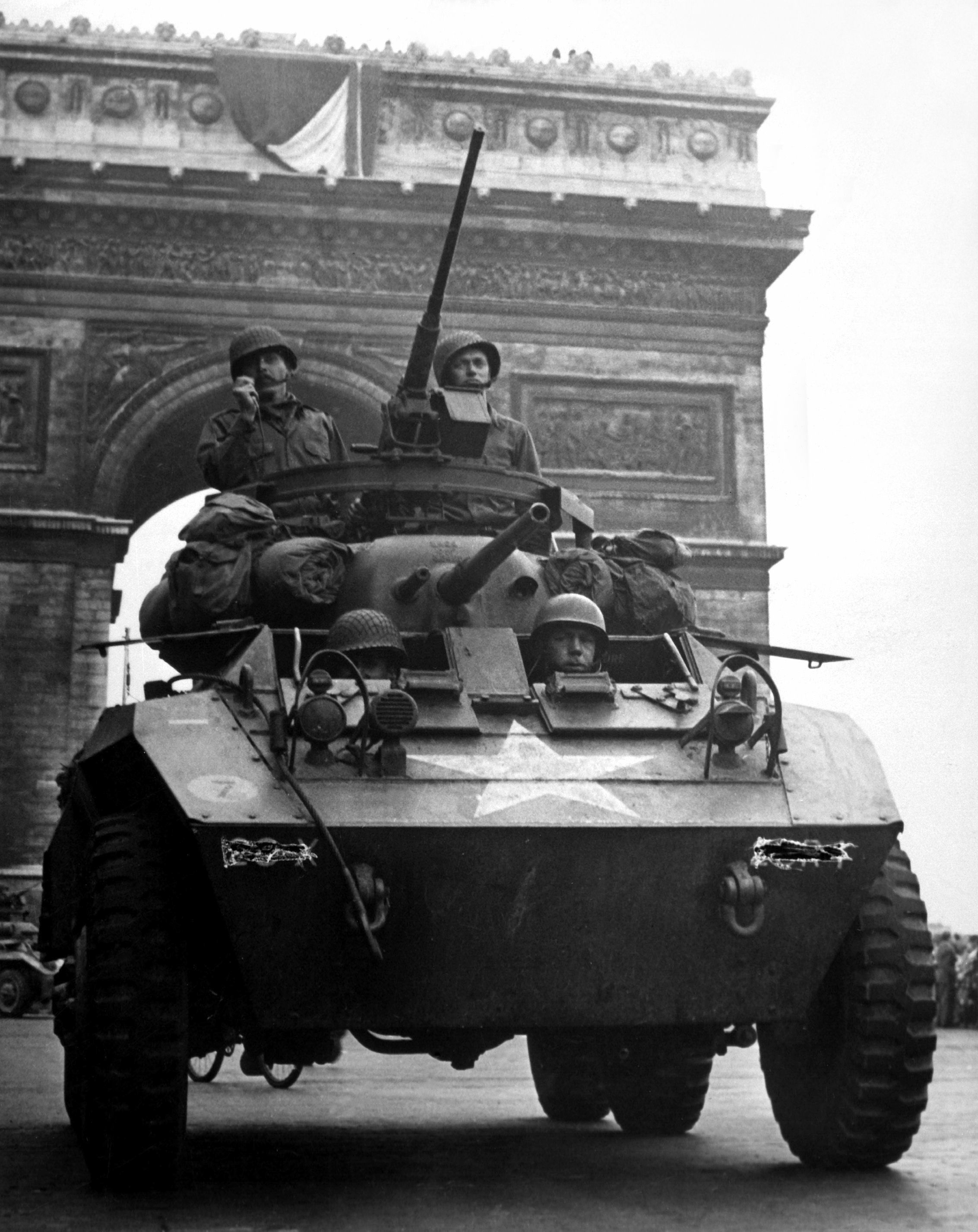
Érdekesség, Németország és Franciaország között húzódott hosszú fegyveres ellentét ellenére, az Európai biztonsági közösség szempontjából, közöttük volt a legkevesebb konfliktus.

A biztonsági közösség egy olyan területre utal, ahol az erőszak alkalmazása, pl. valamilyen konfliktus, háború kezdeményezése, nagyon ritka, vagy egyáltalán szóba sem jöhet. A kifejezést, ebben a megfogalmazásban, a neves politológushoz, Karl Deutsch-hoz köthetjük.(1957) "Political Community and the North Atlantic Area: International Organization in the Light of Historical Experience" c. alapművében, Deutsch és segítői a biztonsági közösséget, emberek egy csoportjához hasonlítja, amelynek tagjai, ha nem is mindenben, de egy valamiben egészen biztosan megállapodtak, hogy a közös szociális problémák megoldása csakis békés módon ún. "peaceful change" folyamat segítségével valósulhat meg. Ez a békés folyamat pedig a szociális gondok megoldására irányuló erőfeszítések, általában intézményesített eljárások keretében, fizikai erő igénybevétele nélkül. A közösség tagjait továbbá összeköti a kölcsönös szimpátia és a közös érdekek.
A koncepció eleinte nem vált elterjedtté a nemzetközi biztonság terén, a hosszú történelme ellenére sem. Azonban a hidegháború után a biztonsági közösség fogalmát a konstruktivisták fejlesztették tovább. A nagy lendületet, más szóval a változást, Emanuel Adler – Michael Barnett könyve a "Security Communities" (1988) hozta meg. Ők újradefiniálták a biztonsági közösség fogalmát a megosztott identitás, az értékek és jelentésük, a sokoldalú közvetlen beavatkozás, és a kölcsönös hosszú távú érdekek szempontjából. Azóta a világ különböző régióiban tanulmányozzák, alkalmazzák a biztonsági közösség koncepcióját, elsősorban az Európai Unióban, Kanada – U.S.A, Mexikó – U.S.A, Mercosur, és a Délkelet-Ázsiai Nemzetek Szövetsége (ASEAN). 

## Biztonsági közösségek fajtái, tulajdonságai
Adlerék könyve Deutsch koncepciójának továbbfejlesztése, tehát nem árt tisztába lenni a biztonsági közösségek két típusával. E kettő pedig az összeolvadt/kevert és a pluralista. Az összeolvadt/kevert biztonsági közösségek nagyon ritkák a történelemben. Akkor jönnek létre, amikor kettő vagy több előzőleg egymástól független államok, közös kormányt alakítanak. Jó példa USA, miután a 13 eredeti állam átengedte a hatalmát a szövetségi kormánynak. Ez nem mindig sikeres, és könnyen felborulhat, például az unió Svédország és Norvégia között. Egy alternatív és ennél kevésbé határozott folyamat is szóba esik, ez pedig az integráció. Az integráció vezet a pluralista biztonsági közösséghez, amelyben az államok megőrzik szuverenitásukat. Az USA és Kanada a legjobb példa erre, mindkettő politikailag független, és nem terveznek katonai konfrontációkat egymással szemben a jövőre nézve, annak ellenére, hogy a múltban volt már rá példa. Deutsch szerint a pluralista biztonsági közösségeket könnyebb létrehozni és fenntartani, mint az összeolvadt biztonsági közösséget, nem kell radikális változást hozni az államrendszer területén.
Adler és Barnett több részben taglalja a biztonsági közösségek jellegzetes evolúcióját: keletkezés – növekedés – kiforrott biztonsági közösség. A keletkezés folyamatában lévő biztonsági közösség a békés változás folyamat (peaceful change) alapjaival találkozik és kell megfelelnie, míg egy kiforrott biztonsági közösséget ezen felül is lehet jellemezni bizonyos kollektív biztonsági mechanizmusokkal, nemzetek feletti, és nemzetközi elemekkel. Adler és Barnett tovább osztja kiforrott biztonsági közösségeket "szorosra" és " lazára", attól függően, hogy milyen mértékű az integráció.
Adlerék meghatározása alapján, a pluralista biztonsági közösség egy transznacionális terület/régió, amely szuverén államokból áll, és amelynek tagjainak legfontosabb elvárásai között a békés változás folyamata (peaceful change) áll. A pluralista biztonsági közösségek kategorizálhatóak a bizalmuk a szempontjából.(depth of trust) Továbbá a kormányzati rendszer intézményesítésének jellege és mértéke alapján. Ezek a kategóriák különböztetik meg a két ideáltípust, a lazán és szorosan összekapcsolt pluralista biztonsági közösséget.
Köszönhetően a közös struktúrájuknak, a laza biztonsági közösségek tagjainak nem kell tartaniuk a többi tag erőszakos tevékenységétől, és ezzel folyamatos önmérsékletet tanúsít. Szorosan kapcsolt biztonsági közösségek, igényesebbek két szempontból. Először is nekik van egy kölcsönös támogató (mutual aid) társadalma, amelyben kollektív megállapodásokat építenek, másrészt rendelkeznek egy szabályrendszerrel,
amely valahol a szuverén állam és a regionális, központosított, kormány között fekszik. Ez a szabályrendszer, amely visszanyúl a középkori heteronómiához(idegen hatalom uralmának és törvényeinek való alávetettség). Ez viszonylag új a globális politikában, általában Adler
szerint inkább a nemzetközi és államközi együttműködésen van a hangsúly, amely képes egy nemzetközi közösséget létrehozni, kormányzati struktúrával felszerelve, amely elkötelezettje a békés változás átmenetének (peaceful change).
A biztonsági közösség megkülönböztető jele az, hogy egy stabil béke
hozzá van kötve egy nemzetközi közösség létéhez. De mi határozza meg a közösséget? Erre nagyon sok választ lehetne adni, pont ez a fogalmi lazaság csak táplálja a tudósok hagyományos szkepticizmusát a nemzetközi politikában, amikor azzal kapcsolatban kérdezik őket, hogy a globális politikának vannak e olyan tulajdonságai amelyek hasonlítanak egy közösségre. Végtére is az államok
általában azt állítják, hogy cselekményeiket a szélesebb közösség érdekében tették, amikor valójában önző érdekeikre vezethetők vissza.
A közösség 3 jellemzővel definiálható, először is a tagok. Egy közösség tagjai közös
értékeket vallanak. "Közös értékek
egy közösség alapja" írta Charles Taylor. (egyetértés a közösség
alapja) Másodszor egy ilyen közösség tagjai sokoldalú és közvetlen
kapcsolatokkal rendelkeznek. Harmadszor a közösségek kölcsönös együttműködést
mutatnak, amely kifejezi bizonyos mértékű hosszú távú érdekeik megegyezését.
Más megfogalmazásban Adler úgy közelíti meg a biztonsági közösségek koncepcióját,
hogy az egy közösség amelyet olyan szuverén államok alkotnak, amelyek
egyetértenek abban, hogy a modern háborúk elviselhetetlenek, pusztítóak, és a politikai, gazdasági, társadalmi és erkölcsi értékek összhangban vannak a
demokráciával. Továbbá a kollektív biztonságukat alávetik egy folyamatnak.
Raimo Väyrynen és Andrej Tusicisny különbséget tett az államközi biztonsági közösség ( ahol a háború az államok között nem túl valószínű ), és az átfogó biztonsági közösség között ( ahol mind az államközi konfliktusok és polgárháborúk elképzelhetetlenek ). Nyugat-Európában egy klasszikus példája az átfogó biztonsági közösségnek, míg a Délkelet-Ázsiát általában államközi biztonsági közösségnek tekintik.

## Biztonsági közösség feltételei, kialakulása

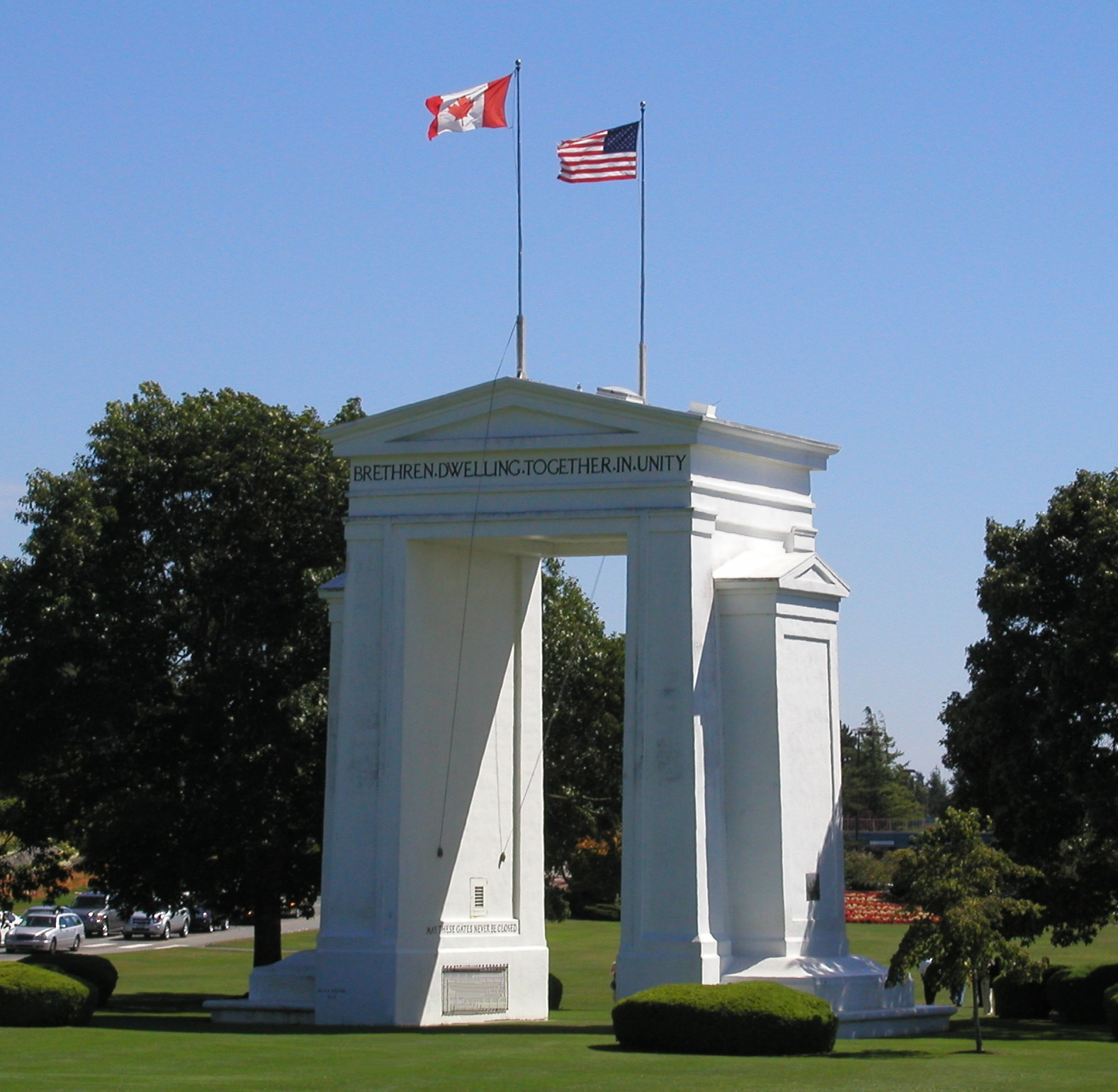
Kapu, ún. demilitarizált határ USA és Kanada között, szimbolizálja, hogy ketten a tagjai az Észak-Amerikai biztonsági közösségnek

Deutsch szerint, az államok biztonsági közösséget alkothatnak, ha a nemzetközi rendszer jelenlegi állása növeli "a háború vonzásának valószínűségét az érintett politikai egységek között." Például biztonsági aggodalmak vezettek az Egyesült Államok és Mexikó pluralista biztonsági közösséggé válásához a második világháború kitörésének valószínűsítése során.

Deutsch szerint két feltételnek kell megfelelni, hogy kialakulhasson egy plurális biztonsági közösség. Az első a részt vevő politikai egységek, kormányok kapacitása, hogy egymás igényeit kielégítsék, üzeneteket váltsanak, és gyorsan reagáljanak az erőszak alkalmazása nélkül. Egy módja e kapacitás kialakításának, a közös tagság nemzetközi szervezetekben. A másik feltétel a kompatibilitás a fontosabb értékek szempontjából a politikai döntéshozatalban. Egy ilyen politikailag releváns érték a politikai ideológia. Habár, elemzések kimutatták, hogy a gyakran feltételezett szerepe a liberális értékeknek és az általános bizalomnak a biztonsági közösségek fejlődésének terén, túl van becsülve. 
Mivel az összeolvadás szigorúbb az integrációnál, Deutsch nyolc feltételt határozott meg, amelyeknek teljesülniük kell sikeres összeolvadás esetén, ilyen a fő értékek kölcsönös kompatibilitása(összetartozása/összeillése), jellegzetes életforma, átfogó kommunikációs képességek és folyamatok, magas földrajzi és szociális mobilitás, sokféleség és a tranzakciók egyensúlya, csoportszerepek cserélődésének gyakorisága, politikai elit szélesedése, magas politikai és adminisztratív képességek. Továbbá, politikailag releváns része a társadalomnak, el kell, hogy fogadja, és támogatnia kell a közös kormányzati intézményeket, lojálisnak kell maradniuk hozzájuk, és úgy kell működtetni ezeket az intézményeket, hogy kölcsönös figyelem irányuljon az összes résztvevő üzeneteire, igényeire.
Carol Weaver szerint, a fennmaradás és kitartás érdekében, a biztonsági közösségeknek kiegyensúlyozott multipolaritás alapján kell szerveződniük.

## Más felhasználásban
A kifejezés biztonsági közösség utalhat egy politikai közösségre, amely biztonsági kérdésekkel foglalkozik. Ez lehet egy hierarchikus vagy hálózati szakmai csoport, amely állhat például politikusokból, katonai és polgári hivatalnokokból és kutatókból. Ennek egyik példája a számítógépes biztonsággal foglalkozó közösség.